# هيلين جيجستاد فاوسكي
هيلين جيجستاد فاوسكي (مواليد 31 يناير 1997) هي لاعبة كرة يد هولندية سبق لها أن لعبت مع منتخب النرويج. في أكتوبر 2020 أعلنت أنها لن تشارك مرة أخرى مع المنتخب.

## روابط خارجية
- هيلين جيجستاد فاوسكي على موقع الاتحاد الأوروبي لكرة اليد (الإنجليزية)
- هيلين جيجستاد فاوسكي على موقع الاتحاد النرويجي لكرة اليد (النرويجية)
- هيلين جيجستاد فاوسكي على موقع الدوري الفرنسي لكرة اليد للسيدات (الفرنسية)